# 1961 у хокеї з шайбою
Нижче наведені хокейні події 1961 року у всьому світі.

## Головні події
На чемпіонаті світу в Женеві та Лозанні золоті нагороди здобула збірна Канади («Трейл Смоук Інтерс»).
У фіналі кубка Стенлі «Чикаго Блекгокс» переміг «Детройт Ред-Вінгс».

## Національні чемпіони
- Австрія: «Інсбрук»
- Болгарія: «Червено знаме» (Софія)
- Данія: КСФ (Копенгаген)

- Італія: «Кортіна» (Кортіна-д'Ампеццо)
- НДР: «Динамо» (Вайсвассер)
- Норвегія: «Тігрене» (Осло)
- Польща: «Легія» (Варшава)
- Румунія: «Стяуа» (Бухарест)
- СРСР: ЦСКА (Москва)
- Угорщина: «Ференцварош» (Будапешт)
- Фінляндія: «Таппара» (Тампере)
- Франція: «Шамоні» (Шамоні-Мон-Блан)
- ФРН: «Фюссен»
- Чехословаччина: «Руда Гвезда» (Брно)
- Швейцарія: «Цюрих»
- Швеція: «Юргорден» (Стокгольм)
- Югославія: «Акроні» (Єсеніце)

## Переможці міжнародних турнірів
- Турнір газети «Советский спорт»: ЦСКА (Москва)
- Кубок Шпенглера: «Булонь-Біянкур» (Франція)
- Кубок Ахерна: «Крила Рад» (Москва, СРСР)

## Засновані клуби
- «Ессят» (Порі, Фінляндія)
- «Салават Юлаєв» (Уфа, СРСР)

## Народились
- 13 січня — Келлі Груді, канадський хокеїст.
- 26 січня — Вейн Грецкі, канадський хокеїст. Володар кубків Канади та Стенлі, а також багатьох індивідуальних нагород НХЛ. Член зали слави хокею та зали слави ІІХФ.
- 29 січня — Анатолій Степанищев, радянський хокеїст.
- 21 квітня — Андрій Хомутов, радянський хокеїст. Олімпійський чемпіон.
- 23 травня — Дейв Бабич, канадський хокеїст.
- 9 червня — Стів Лармер, канадський хокеїст.
- 12 липня — Едуард Увіра, чехословацький хокеїст. Чемпіон світу.